# الصليب الأحمر المالي
جمعية الصليب الأحمر في مالي (بالفرنسية:Mali Croix-Rouge) ، جمعية صليب أحمر  أسست سنة 1965م ، ويقع مقرها الرئيسي في العاصمة المالية باماكو.